# Metodologia experimental
La metodologia experimental és un model d'investigació científica que conté una sèrie de normes que ens indiquen un procediment establert i pautat a seguir, que té com a objectiu obtenir informació científica mitjançant experiments. L'estructura bàsica és la següent: plantejar un problema, formular unes hipòtesis, fer un o diversos experiments, analitzar els resultats, validar o rebutjar les hipòtesis, generalitzar els resultats i plantejar nous problemes.
Entén l'experiment com a principal i necessari instrument per poder obtenir coneixement científic. S'utilitza una situació artificial i controlada, es procedeix a fer l'experiment i s'obtenen uns resultats que s'interpreten i s'analitzen de manera precisa i seguint uns criteris científics.

## Cacterístiques de la metodologia experimental
Per entendre la metodologia experimental s'han de tenir en compte 6 pressuposicions bàsiques:
1. La idea de causalitat: implica l'existència d'una relació de causalitat, és a dir, de causa-efecte en totes les manifestacions de la conducta i de la realitat, en general. L'antecedent que seria aquesta causa, crea un efecte posterior que  s'ha d'analitzar per poder atribuir aquesta relació de causalitat.
2. La manipulació experimental: la metodologia experimental no s'entendria sense tenir clara la idea que l'experimentador manipula les condicions antecedents de la situació que vol investigar per veure els efectes que es produeixen. L'objectiu és poder aïllar aquesta causa que es vol estudiar de totes les altres possibles variables, per veure si realment és aquesta la que produeix l'efecte investigat. També es pot manipular la mostra que es vol estudiar mitjançant un mostreig no probabilístic, és a dir, un mostreig amb unes característiques especials o un mostreig probabilístic amb cap característica especial.
3. El control: per poder fer una investigació fiable i efectiva és necessari controlar tots aquells aspectes que no interessa que afectin: variables estranyes que apareguin i ens modifiquin o alterin els resultats. Existeixen diferents controls, hi ha el control extern on s'ha de tenir les mateixes condicions en diferents moments temporals per a un mateix experiment. També hi ha el control intern que suposa els diferents canvis que vol fer l'investigador en les variables a estudiar. Aquest control intern té diferents graus  i la metodologia experimental utilitza el grau més alt de control intern, ja que controla totes les variables, s'experimenta en un laboratori, etc.
4. La comparació: Es necessita comparar dos grups, és a dir, dos mostres representatives de la població per poder analitzar els resultats i poder validar o refusar les hipòtesis plantejades. Es pot enfocar com un grup control i un grup experimental o un experiment de mesures repetides, és a dir, un grup mesurat dues vegades separades per un espai temporal com podria ser per un tractament.
5. La possibilitat de mesurar: Es necessita poder mesurar les variables i poder-les quantificar, per després analitzar-les i poder extreure’n conclusions. Si no podem mesurar ni quantificar les variables, no es pot parlar de metodologia experimental.
6. Ús de l'estadística inferencial: Els resultats obtinguts a les mostres, s'han de poder generalitzar a la població. S'utilitza l'estadística inferencial per inferir els resultats de les mostres investigades a la població.

## Fases de la metodologia experimental

### Plantejament d'un problema
En la metodologia experimental es resolen problemes empírics, ja que aquests necessiten una resolució inductiva. La via de resolució inductiva parteix del mesurament de paràmetres de la realitat, obtenint així dades netes, les quals porten a la formulació de conceptes, que mitjançant reiterades comprovacions, poden arribar a adquirir el valor de lleis i posteriorment un conjunt de lleis científiques es poden convertir en una teoria científica.
En primer lloc, es procedeix a la identificació de l'àrea problemàtica, és a dir, aquella en la qual interessa treballar. Tot seguit, es fa una primera aproximació al tema mitjançant una revisió bibliogràfica, d'aquesta manera ja es pot procedir a la formulació del problema a investigar. Aquest, ha de complir tres premisses; la primera d'elles és que el problema i la seva investigació sigui factible, que sigui clara i significativa, és a dir, el problema ha d'estar ben definit i ha d'aportar a la ciència.
Amb la definició del problema es procedeix a la planificació de la investigació, i finalment, es revisen les fonts bibliogràfiques. Aquestes fonts poden ser referències generals o preliminars, és a dir, una consulta d'anteriors obres per a la millora de la investigació; també poden ser primàries o secundàries. Les fonts primàries són directament publicades pels autors, i les secundàries són una replicació de les primàries en una mateixa obra organitzada i editada.

### Formulació de la hipòtesi
Posteriorment al plantejament del problema, es procedeix a la formulació d'una o diverses hipòtesis.
Els enunciats d'una hipòtesi poden ser de dos tipus: d'implicació general, aquests es donen quan la relació entre les variables és directament causal (“si hi ha això, passarà allò”); o matemàtiques si hi existeix una relació matemàtica.
El desenvolupament de la hipòtesi ve fixat per unes característiques predeterminades. En primer lloc, es parteix de la idea inicial, és a dir, d'un pensament inicial. Tot seguit, s'ha de considerar la plausibilitat de la hipòtesi (que es pugui dur a terme), i finalment també s'ha de considerar la seva acceptabilitat, on té gran protagonisme el component ètic, ja que ha de ser acceptada per la comunitat científica.

### Validació de la hipòtesi
Un cop la hipòtesi està formulada, s'ha de comprovar la seva validesa, és a dir, s'han d'especificar quines conseqüències empíriques es deriven d'ella;  allò que es pot esperar dels fets.
Aquesta validació és empírica i depèn de les dades. Per aquest motiu, s'han de tenir en compte dos factors: d'una banda, la recollida i organització de les dades, i de l'altra el pensament i anàlisi d'aquestes. L'anàlisi pot ser descriptiu, d'aquesta forma es fa una descripció gràfica o numèrica de les dades, també pot ser una anàlisi inferencial si es tenen dades categòriques i es pretén unir-les i veure la seva relació; si es parla de dades quantitatives, es faria ús de tècniques paramètriques o no-paramètriques. Per concloure l'anàlisi també s'han de tenir en compte els annexos (dades textuals, com ara entrevistes, i tècniques estadístiques avançades).

### Generalització de resultats i plantejament de nous problemes
Finalment, en la metodologia experimental s'ha d'assegurar que els resultats són generalitzables a tota la població, en qualsevol ocasió que es compleixen les condicions plantejades en les hipòtesis.
S'ha de tenir present que el coneixement científic és cíclic. En validar les hipòtesis es generen nous problemes, que comporten diferents hipòtesis i nous mètodes d'anàlisi.

## Altres mètodes
-Mètode inductiu: En el mètode inductiu, es parteix de l'observació empírica de la realitat sense idees teòriques preconcebudes i es recullen mostres observables. A partir d'un nombre elevat d'exemples individuals, es pot passar a conclusions generals aplicables al conjunt universal. Cap teoria influeix en la recollida de mostres. El científic no elabora hipòtesis que s'hagin de sotmetre a prova, ja que segons els inductivistes, les generalitzacions basades en mostres no necessiten cap mena de confirmació.
-Mètode hipotètic-deductiu: El mètode hipotètic-deductiu ha estat el mètode d'elecció en les ciències naturals (Laudan, 1981). Dintre del mateix existeix una relació entre teoria i dades en les dues adreces. Les teories es fonamenten en la recollida de mostres de la naturalesa, la informació és elaborada per procediments lògics i d'aquests sorgeixen les hipòtesis que es contrastaran posteriorment amb els fets. Aquest procés s'inicia amb un posicionament teòric cap a la realitat. En aquesta forma de teoritzar és on s'elaboren les teories pròpiament .
El mètode hipotètic-deductiu ha estat fortament criticat pels filòsofs i psicòlegs (per exemple, Cattell, 1966; Glymour, 1980; Rorer, 1991; Rozeboom, 1999). La crítica central del mètode hipotètic-deductiu és que és un mètode lax. Aquesta laxitud sorgeix del fet que qualsevol instància que confirmi com a positiva una hipòtesi pot confirmar-ne qualsevol altra que estigui unida amb la hipòtesi de prova.
Existeixen molts mètodes científics, però aquests dos són els que s'apropen més al mètode experimental.
-Mètode clínic: És el mètode aplicat a la pràctica clínica. Utilitza un seguiment més personal d'un individu amb algun desajust intern o extern amb una metodologia més flexible.